# Diòcesi d'Àsia
La diòcesi d'Àsia (En llatí: Dioecesis Asiana, en grec hel·lenístic: Διοίκησις Ασίας/Ασιανής) va ser una diòcesi de l'Imperi Romà. Estava formada per les províncies de l'Àsia Menor occidental i les illes orientals de la mar Egea. La diòcesi es creà després de les Reformes de Dioclecià per Constantí I, l'any 330 i va ser dissolta durant les reformes de Justinià I l'any 535.
Va ser una de les diòcesis més riques i poblades i comprenia les províncies de l'Hel·lespont, Lídia, Frígia, Cària, Licaònia, Pisídia i Pamfília.

## Llista de conegutsVicariiAsiae
- Flavius Ablabius (324-326)
- Tertullianus (ca. 330)
- Veronicianus (334-335)
- Scylacius (ca. 343)
- Anatolius (ca. 352)
- Araxius (353-354)
- Germanus (360)
- Italicianus (361)
- Caesarius (362-363)
- Clearchus (363-366)
- Auxonius (366-367)
- Musonius (367-368)